# Directeur de cabinet (France)
 (juin 2013).
Si vous disposez d'ouvrages ou d'articles de référence ou si vous connaissez des sites web de qualité traitant du thème abordé ici, merci de compléter l'article en donnant les références utiles à sa vérifiabilité et en les liant à la section « Notes et références ».
Ne doit pas être confondu avec Chef de cabinet.
En France, le directeur de cabinet est la personne chargée de diriger le cabinet d'une personnalité politique ou d'un chef d'entreprise. Il est souvent le plus proche collaborateur de son patron, qu'il seconde dans ses prises de décision.

## Présidence de la République
Pour un article plus général, voir Cabinet du président de la République française#Directeur de cabinet.
À la présidence de la République, le secrétaire général a un rôle proche d'un directeur de cabinet d'un ministre. Le directeur de cabinet a un rôle plus administratif.

## Ministères
Pour des articles plus généraux, voir Ministère français et Cabinet ministériel#France.
Un directeur de cabinet ministériel est le plus souvent un haut fonctionnaire, mis à disposition ou en détachement de son corps d'origine. Son rôle, d'ordre politique, se distingue de celui du chef de cabinet, qui s'attache à l'organisation. 
Le directeur de cabinet organise le travail des autres membres du cabinet (chef de cabinet,  conseillers, chargés de mission).
Certains directeurs d’administration centrale ont des cabinets.

## Assemblées parlementaires
À l’Assemblée nationale, le directeur de cabinet du président est souvent choisi en fonction de son engagement partisan et de sa compétence politique. Au Sénat, le profil administratif apparaît comme davantage recherché : fonctionnaire parlementaire ou membre du corps préfectoral. Ces directeurs ont un rôle décisionnaire moins important que leurs équivalents dans les ministères ; ils assistent aux séances du bureau, de la conférence des présidents, et du conseil de questure.

## Préfectures
Le préfet de département est assisté d'un directeur de cabinet ; le préfet de police est assisté dans l'exercice de ses fonctions par un préfet, directeur du cabinet, qui assure la suppléance ou l'intérim en cas d'absence ou d'empêchement,.

## Autorités territoriales
Les maires, présidents de conseil départemental, présidents de conseil régional disposent également d’un cabinet. Les directeurs de cabinet y sont recrutés intuite personae par l’exécutif local auprès duquel ils exerceront leur fonction.
Le directeur de cabinet est chargé de la direction du cabinet, il exerce traditionnellement une fonction pluridisciplinaire de conseil auprès de l’autorité territoriale, de management des élus, de stratégie politique, de communication d’influence et de représentation de sa collectivité.
Pour qu’il puisse être recruté, il faut que les crédits soient disponibles au chapitre budgétaire ; l’inscription des crédités affectés à ce recrutement doit être directement soumise à la décision de l’organe délibérant (article 3 du décret n°87-1004).
Ses fonctions prennent fin au plus tard en même temps que le mandat de l’autorité territoriale, qui peut résulter d’un décès, de la démission, ou du terme normal du mandat de l’élu (article 6 du décret n°87-1004).
Les principales associations de directeurs de cabinet sont DIRCAB  et DEXTERA. L’École Nationale des Directeurs de Cabinet délivre seule le titre de Directeur de Cabinet en partenariat avec l’université de Lorraine

## Universités
Certains présidents d'université disposent également d'un cabinet. En 2017, l'association DircabESR recensait 37 directeurs de cabinet d'université en France.